# Орандж (Австралія)
О́рандж (англ. Orange) — місто в Австралії.

## Географія і історія
Місто Орандж знаходиться в східній частині федерального штату Новий Південний Уельс, на сході Австралії, за 250 кілометрів на захід від Сіднея, на висоті 863 метри над рівнем моря. Число жителів становить 31.544 чоловік (на 2006 рік). В адміністративному відношенні Орандж — центр міського округу Орандж-Сіті штату Новий Південний Уельс.
Місто засноване в 1846 році. У 1851 році біля Орандж уперше в історії Австралії знайдено золото, що викликало австралійську золоту лихоманку.

## Економіка

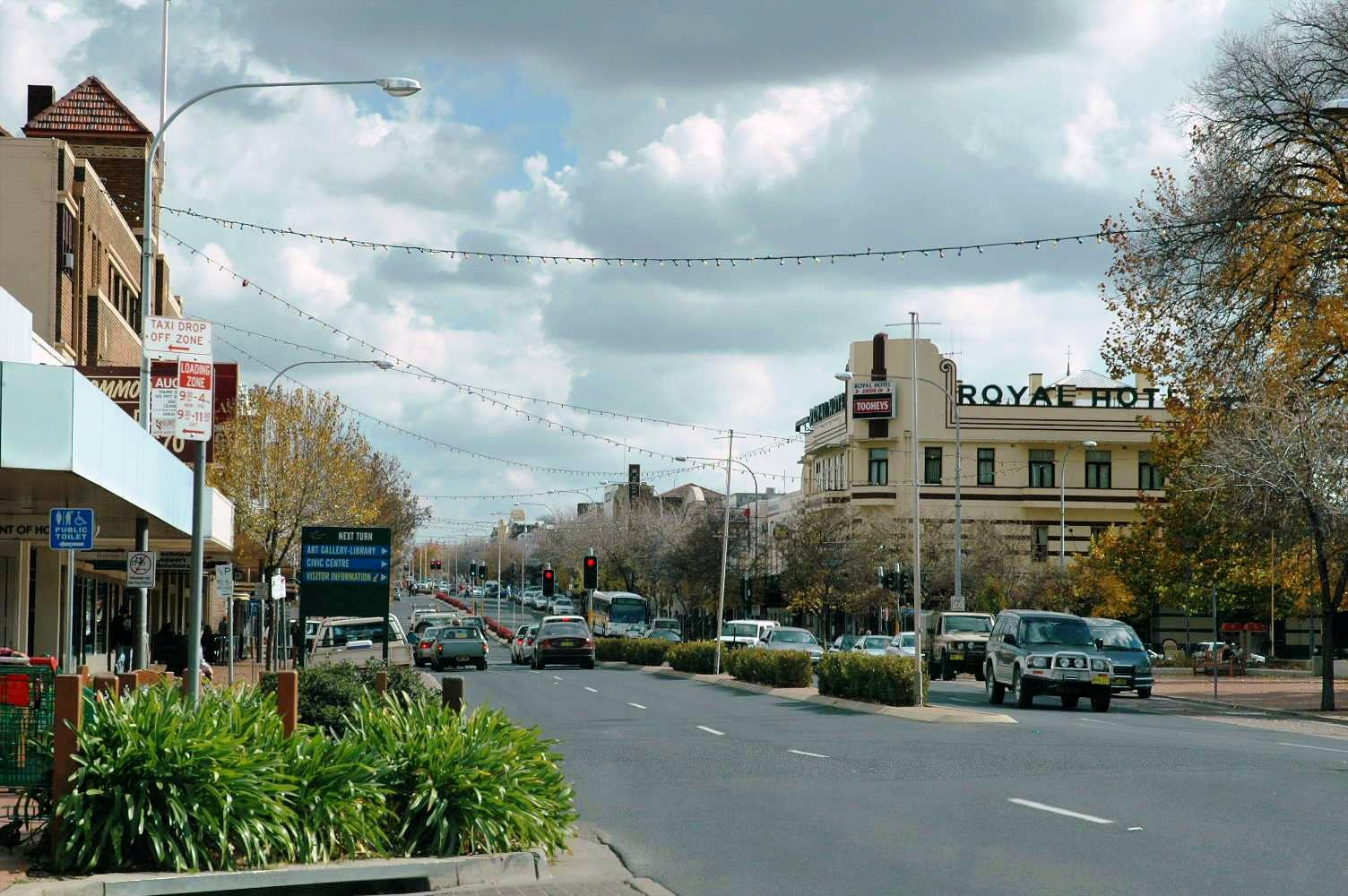
Головна вулиця міста Орандж

Основними джерелами міських доходів є гірничодобувна промисловість і плодівництво: вирощування яблук, груш, вишень і персиків.
Орандж — великий автотранспортний і залізничний центр.

## Відомі люди
У місті Орандж народився відомий австралійський поет Ендрю Бартон Патерсон.

## Міста-побратими
- Маунт-Гаґен
- Тімару
- Усіку